# Хроматиды

Компоненты хромосомы:
(1) Хроматида
(2) Центромера
(3) Короткое плечо
(4) Длинное плечо

Хромати́да (от др.-греч. χρῶμα — «цвет», «краска» и εἶδος — «вид») — структурный элемент хромосомы, формирующийся в интерфазе в ядре клетки в результате удвоения хромосомы.

## Описание
Хроматидой называется любая из двух копий молекулы ДНК, вместе составляющих реплицированную хромосому и соединенных своими центромерами. Этот термин используется, пока центромеры остаются в контакте. После разделения хромосом в ходе анафазы митоза или мейоза нити называют дочерними хромосомами.
Иными словами, хроматиды являются половинками реплицированных хромосом.

## Количество
У людей, как правило, присутствует 23 пары гомологичных хромосом в каждой клетке (N = 23). Тем не менее количество хроматид будет кратно 23 и может быть 4N, 2N или 1N. Количество не относится к гаплоидному или диплоидному набору, оно относится к числу хроматид в каждой клетке, как кратное гаплоидному набору хромосом в организме.

### 4N
В клетке с количеством в 4N хроматид присутствуют 23 пары хромосом (46 хромосом), и каждая хромосома имеет две хроматиды. Таким образом, присутствуют 92 хроматиды в каждой клетке (4N).

### 2N
Сразу же после митоза, во время которого клетка делится пополам, появляется 23 пары хромосом (46 хромосом). Тем не менее хромосома имеет только одну хроматиду. Таким образом, всего 46 хроматид (2xN).
С другой стороны, гаплоидная клетка с двумя хроматидами на каждую хромосому также имеет 46 хроматид. Однако этого не происходит у людей.

### 1N
Сразу же после мейоза каждая клетка, называемая гаметой, имеет только половину суммы хромосом (23 хромосомы). Кроме того, каждая хромосома имеет только одну хроматиду. Таким образом, всего 23 хроматиды (1xN).